# Фронт Морж
Фронт Морж — політична угода активістів партійних центрів, утворена в 1936 р. з ініціативи генерала Владислава Сікорського та Ігнація Падеревського з метою боротьби з диктатурою санації та її зовнішньою політикою. Угода була укладена у швейцарському місті Морж, в якому проживав Ігнацій Падеревський.
У ньому взяли участь Юзеф Галлер, Войцех Корфантий, Кароль Попель, полковник Ізидор Модельський, генерал Маріан Янушайтіс та Володимир Маршевський. Вони мали намір призначити Ігнація Падеревського президентом та Вінсентія Вітоса прем'єр-міністром. Вони вимагали відновлення демократії та зміцнення співпраці з Францією. Їх політичні зусилля були спрямовані проти санації.